# Jérôme Lejeune
Jérôme Jean Louis Marie Lejeune (* 13. Juni 1926 in Montrouge; † 3. April 1994 in Paris) war ein französischer Pädiater und Genetiker, für den seit 2007 ein Seligsprechungsprozess betrieben wird.

## Leben
Er beschrieb 1963 als erster unter wissenschaftlichen Gesichtspunkten das Katzenschrei-Syndrom und bezeichnete es nach dem katzenähnlichen Schrei (cri-du-chat) der betroffenen Kinder im frühen Kindesalter. Das Syndrom ist darum auch als „Lejeune-Syndrom“ bekannt.
1959 beschrieb Lejeune die Entdeckung der genetischen Ursache des Down-Syndroms. Er beschrieb den Zusammenhang zwischen der Verdreifachung eines Chromosoms (Trisomie) und dem Down-Syndrom. 2009 beanspruchte Marthe Gautier die Entdeckung der Trisomie sowie die grundlegende Laborarbeit für sich selbst.
Neben seiner wissenschaftlichen Arbeit praktizierte er weiter als Kinderarzt. Jérôme Lejeune war lange Zeit Mitglied der Päpstlichen Akademie der Wissenschaften. Er setzte sich für das Recht auf Leben behinderter Kinder ein. Gerade durch diesen Einsatz gegen die pränatale Auswahl und Abtreibung genetisch kranker Kinder setzte sich Lejeune schon zu Lebzeiten heftiger Kritik aus. Er selbst sah es daher als tragisch an, dass gerade er die Möglichkeit der pränatalen Diagnostik geliefert hatte.
1969 wurde Lejeune in die American Academy of Arts and Sciences gewählt. Er wurde 1969 mit dem William Allan Award und 1984 mit einem internationalen Antonio-Feltrinelli-Preis ausgezeichnet. 1973 erhielt er die Ehrendoktorwürde der medizinischen Fakultät der Universität Düsseldorf. Er war ein persönlicher Freund von Papst Johannes Paul II., der ihn in die Päpstliche Akademie der Wissenschaften aufnahm und zum Präsidenten der neu ins Leben gerufenen Päpstlichen Akademie für das Leben machte. Kurz darauf starb Lejeune jedoch an Krebs.
Jerome Lejeunes Tochter ist die französische Managerin Clara Gaymard. Sie legte bereits 1997 eine sehr persönliche Biografie über ihren Vater vor, die seit 2021 im Lepanto Verlag erstmalig auf Deutsch vorliegt.

### Seligsprechungsprozess
Papst Johannes Paul besuchte bei seiner Reise nach Frankreich das Grab Lejeunes und sprach sich für dessen Seligsprechung aus, die im Jahr 2007 begann. Die diözesanen Untersuchungen wurden am 28. Juni 2007 initiiert und am 11. April 2012 abgeschlossen. Am 21. Januar 2021 sprach Papst Franziskus Lejeune den sogenannten heroischen Tugendgrad zu, eine Vorstufe zur Seligsprechung, für die noch die Anerkennung eines auf seine Fürsprache zurückgeführten Wunders erforderlich ist. Aktueller Postulator ist Aude Dugast. Als Unterstützer der Seligsprechung gelten die Abtei Saint-Wandrille sowie die in Paris ansässige Association des amis du professeur Lejeune.